# Religionsvetenskapliga sällskapet i Finland
Religionsvetenskapliga sällskapet i Finland (finska: Suomen uskontotieteen seura) är en finländsk religionshistorisk förening. 
Religionsvetenskapliga sällskapet i Finland, som har sitt säte i Helsingfors, grundades 1963 och utger den nordiska tidskriften Temenos. Sällskapet är anslutet till Vetenskapliga samfundens delegation och på europeiskt plan i European Association for the Study of Religions samt internationellt i International Association for the History of Religions.